# Entedon broussonetiae
Entedon broussonetiae är en stekelart som beskrevs av Yang 1996. Entedon broussonetiae ingår i släktet Entedon och familjen finglanssteklar. Inga underarter finns listade i Catalogue of Life.